# هیلانه
لانه‌های سوخته یا هیلانه (به کردی: هێلانه سوتاوکان) نام فیلمی سینمایی محصول سال ۱۳۹۲ ایران و عراق به کارگردانی شهرام مسلخی است که به دو زبان کردی و فارسی در فیلم صحبت می‌شود. این فیلم پس از اکران در سلیمانیه، عنوان پرفروش‌ترین فیلم در عراق را به‌خود گرفت. این فیلم همچنین به عنوان نمایندهٔ سینمای ایران در جشنواره‌های سانفرانسیسکو و لندن ۲۰۱۳ انتخاب شد.

## عوامل سازنده
در این فیلم سحر قریشی، شهرام حقیقت دوست و شوان عطوف بازیگر عراقی و کرد زبان هست که ایفای نقش کردند. برخی از عوامل این تله فیلم عبارت است از:
منشی صحنه: عسل خانی
دستیار اول کارگردان: نیشتیمان کریمی
مدیر برنامه ریزی: مهدی مطلبی
مدیر صحنه:محمود صادقی
مدیر تدارکات:روح الله صفری

## توضیح فیلم
تصاویر مربوط به بخش ایران در اطراف لواسانات ضبط شده و سپس تیم فیلمبرداری در تابستان ۹۲ با اتوبوس به سلیمانیه عراق سفر کردند که شب اول مهمان سازمان بنیاد شهید در سلیمانیه بودند.
با توجه به اینکه داستان این فیلم برگرفته از واقعیت بوده و در انتهای فیلم تصاویر واقعی پیدا شدن خانواده  علی را هم شاهد هستیم. داستان فیلم چنین است که پسری به دنبال مادر واقعی‌اش می‌گردد که پس از بمباران شیمیایی حلبچه کردستان گم کرده است.

## جوایز
این فیلم برنده جوایز متعددازدجشنواره های داخلی و خارجی شده و همچنان هنوز که هنوز عنوان پرفروش ترین فیلم سینمایی کشور عراق را به خود اختصاص داده.